# 2-й Дорогобужский переулок
Второ́й Дорогобу́жский переу́лок (название утверждено 29 апреля 1965 года) — небольшой, тупиковый переулок в Москве, на территории района Можайский Западного административного округа.

## Описание
Переулок начинается от пересечения Дорогобужской и Рябиновой улиц, проходит на восток, вдоль территории завода «КИМ», примерно через 400 метров заканчивается тупиком.
Нумерация домов начинается от Витебской улицы

## Происхождение названия
В составе города Кунцево назывался 2-й переулок Калинина по проходящей рядом улице Калинина. После включения Кунцева в состав Москвы в 1960 году название улицы в связи с одноимённостью было заменено на Дорогобужскую, а 29 апреля 1965 года переулок стал 2-м Дорогобужским. При этом Первого Дорогобужского переулка рядом нет.

## Транспорт
По переулку общественный транспорт не ходит.

## Здания и сооружения
На переулке расположены всего 4 дома, 3 из них жилые.